# Brandon Jones (giocatore di football americano)
Brandon Jones (2 aprile 1998) è un giocatore di football americano statunitense che milita nel ruolo di safety per i Denver Broncos della National Football League (NFL).

## Carriera

### Miami Dolphins
Jones al college giocò a football con i Texas Longhorns dal 2016 al 2019. Fu scelto dai Miami Dolphins nel corso del terzo giro (70º assoluto) del Draft NFL 2020. Debuttò come professionista nella gara del primo turno contro i New England Patriots mettendo a segno 8 tackle. La sua stagione da rookie si chiuse con 62 placcaggi, un sack e un fumble forzato disputando tutte le 16 partite, 4 delle quali come titolare

### Denver Broncos
Jones firmò l'11 marzo 2024 con i Denver Broncos un contratto triennale del valore di 20 milioni di dollari.